# کراتاوانک
کراتاوانک (ارمنی: Կեռատավանք؛ ) یک صومعه و قلعه متعلق به کلیسای حواری ارمنی واقع در شهر گاردمان،  جمهوری آذربایجان می‌باشد. ساخت و ساز این ساختمان در سال میلادی؛ به پایان رسید. این بنا به سبک معماری ارمنی طراحی شده است.